# FAM163A
FAM163A (англ. Family with sequence similarity 163 member A) – білок, який кодується однойменним геном, розташованим у людей на короткому плечі 1-ї хромосоми.  Довжина поліпептидного ланцюга білка становить 167 амінокислот, а молекулярна маса — 17 641.
| 10         |  | 20         |  | 30         |  | 40         |  | 50         |
| ---------- |  | ---------- |  | ---------- |  | ---------- |  | ---------- |
| MTAGTVVITG |  | GILATVILLC |  | IIAVLCYCRL |  | QYYCCKKSGT |  | EVADEEEERE |
| HDLPTHPRGP |  | TCNACSSQAL |  | DGRGSLAPLT |  | SEPCSQPCGV |  | AASHCTTCSP |
| YSSPFYIRTA |  | DMVPNGGGGE |  | RLSFAPTYYK |  | EGGPPSLKLA |  | APQSYPVTWP |
| GSGREAFTNP |  | RAISTDV    |  |            |  |            |  |            |

A: Аланін

C: Цистеїн

D: Аспарагінова кислота

E: Глутамінова кислота

F: Фенілаланін

G: Гліцин

H: Гістидин

I: Ізолейцин

K: Лізин

L: Лейцин

M: Метіонін

N: Аспарагін

P: Пролін

Q: Глутамін

R: Аргінін

S: Серин

T: Треонін

V: Валін

W: Триптофан

Локалізований у мембрані.